# تپه سیاه‌تول
تپه سیاه تول مربوط به عصر آهن است و در شهرستان مهدیشهر، دهستان پشتکوه، شرق روستای پرور واقع شده و این اثر در تاریخ ۲ مرداد ۱۳۸۷ با شمارهٔ ثبت ۲۳۰۸۵ به‌ عنوان یکی از آثار ملی ایران به ثبت رسیده است.